# Zeth Höglund

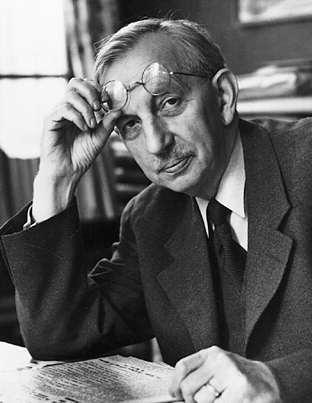
Zeth Höglund em 1953.

Carl Zeth "Zäta" Konstantin Höglund (Gotemburgo, 29 de Abril de 1884 — Estocolmo, 13 de Agosto de 1956) foi um líder comunista sueco, antimilitarista, escritor, jornalista, especialmente activo nas primeiras décadas do século XX. Foi presidente da Câmara de Estocolmo entre 1940 e 1950. Höglund é tido como o fundador do movimento comunista sueco, e participou em muitas reuniões na Rússia Bolchevique. Foi também eleito para o Comité Executivo do Comintern em 1922.

## Antecedentes
Zeth Höglund nasceu e cresceu em Gotemburgo numa família da classe média-baixa. O seu pai, Carl Höglund, era comerciante de couro e depois foi sapateiro. Zeth foi o mais novo de dez filhos. Também era o único rapaz, com nove irmãs mais velhas.
Os seus pais eram muito religiosos, mas não gostavam da hierarquia da Igreja nem do modo como os políticos usavam a religião. Zeth Höglund tornar-se-ia ateu mais tarde.

### Início do percurso político

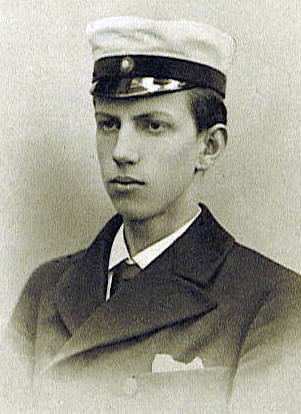
Höglund, com um chapeú de estudante, concluiu a escola secundária em 1902. O boné branco com uma pala negra é considerado o chapéu nacional dos estudantes universitários na Suécia.

No início do ensino secundário, Höglund começou a condiderar-se socialista e em vez dos livros escolares começou a ler os socialistas alemães, como Karl Marx, Ferdinand Lassalle, Wilhelm Liebknecht e os suecos Axel Danielsson e Hjalmar Branting. Também leu Nietzsche e August Strindberg.
Concluiu o ensino secundário em 1902 com notas médias. Entrou como estagiário no jornal diário liberal Göteborgs Posten e foi contratado pelo jornal no Outono desse ano.
uraessa altrl Höglund começou a estudar História, Ciências Políticas e Literatura na Universidade de Gotemburgo. Aí conheceu Fredrik Ström, estudante com mais quatro anos que ele, e também um socialista radical. Tornaram-se bons amigos para toda a vida.
Nas comemorações do Dia do Trabalhador de 1903, Höglund e Ström foram convidados a discursar, pelo Partido Social Democrata, que lutava pela jornada laboral de 8 horas. Höglund começou, seguido por Ström, que de repente começou a defender a jornada de 6 horas, e a prometer a de 4 horas num futuro socialista…

### Em Paris
No Verão de 1903, Höglund e Fredrik Ström decidiram mudar-se para Paris. Tinham curiosidade em relação à terra da Revolução Francesa de 1789 e à cidade onde os seus heróis Marat, Danton e Saint Just tinham vivido e lutado.
Em Paris assistiram a várias reuniões de socialistas, entre os quais o mais célebre, Jean Jaurès, falava para mais de 4000 pessoas. Tentaram escrever as suas ideias próprias e enviaram textos políticos para a sua terra, tendo alguns deles sido publicados em diversos jornais. Um dia, no posto de correios, Fredrik Ström descobriu que estavam sob vigilância da polícia francesa.
Os dois suecos não tinham quase dinheiro nenhum. Tinham de viver modestamente em Paris e não podiam gastar muito em comida. Quando o Inverno chegou passaram frio e fome. Esperavam ficar em França bastante mais tempo, mas decidiram voltar à Suécia. Já não tendo dinheiro para regressar a casa, tiveram de ser duas das irmãs de Zeth, Ada e Alice, a enviar-lhes fundos com os quais estavam de volta na altura do Natal de 1903.

## Anti-militarismo
Höglund aderiu ao Partido Social Democrata Sueco em 1904 e tornou-se líder da juventude partidária do movimento. Escreveu um artigo com o título "Façamos da Social Democracia Sueca a Mais Forte do Mundo!".
Em 1905 Höglund apoiou firmemente o direito da Noruega à autodeterminação e independência em relação à Suécia. Quando forças no interior da Suécia tornaram evidente que estavam preparadas para subjugar a Noruega pela força, Zeth Höglund escreveu um manifesto chamado Abaixo as armas! (Ned med vapnen!)|e "Fred med Norge!" ("Paz com a Noruega!") no qual declarou que se os trabalhadores suecos fossem forçados para entrar numa guerra com a Noruega, em vez de aceitar essas ordens, tomariam as armas em suas mãos e rebelar-se-iam contra a classe regente sueca. A guerra foi evitada e a Noruega tornou-se independente mas, como resultado da sua agitação antibélica, Zeth Höglund foi condenado a seis meses na prisão, pena que cumpriu entre o Verão e o Natal de 1906 na prisão de Malmö.
Embora condenado e aprisionado, visto pela classe dirigente do seu país como um perigoso rebelde, Höglund foi saudado por outros. O socialista alemão Karl Liebknecht descrevê-lo-ia como um herói na sua obra Militarismo e Antimilitarismo. O líder comunista russo Lenine escreveu, no texto "O Direito das Nações à Autodeterminação": "A estreita aliança entre os trabalhadores noruegueses e suecos, a sua solidariedade de classe fraternal, enriqueceu com o reconhecimento dos trabalhadores suecos em relação ao direito dos noruegueses à secessão. (…) Os trabalhadores suecos têm provado que apesar de todas as vicissitudes da política burguesa (…) serão capazes de preservar e defender a igualdade completa e a solidariedade de classe dos trabalhadores de ambas as nações na luta contra ambas as burguesias sueca e norueguesa."
Em Novembro de 1912, Höglund, em conjunto com os seus companheiros suecos Hjalmar Branting e Ture Nerman, participou na convenção especial de emergência da Internacional Socialista, que se reuniu em Basileia, na Suíça, devido ao rebentamento das Guerras Balcânicas. Nessa convenção, os líderes de todos os partidos europeus socialistas que existiam na altura concordaram em defender juntos a prevenção de quaisquer guerras no futuro.
Em conjunto com os companheiros Fredrik Ström e Hannes Sköld, Höglund escreveu o manifesto antimilitarista Det befästa fattighuset (A casa pobre fortaleza) no qual era descrita e criticada a Suécia como uma fortaleza e ao mesmo tempo uma casa pobre, onde as pessoas eram miseráveis e os governantes gastavam todos os recurso no militarismo. Nem uma coroa, nem um öre (cêntimo), para o militarismo! era o slogan desse manifesto. Foi encarado com desprezo pelos políticos da burguesia e pelos meios de comunicação social.

### A Primeira Guerra Mundial e a Conferência Zimmerwald
Em 1914 Höglund conseguiu um assento na câmara baixa do Riksdag, o Parlamento da Suécia. Aí defendeu os princípios do socialismo, contra o capitalismo, a guerra e a monarquia sueca. OS discursos de Höglund eram tão revolucionários que até chocaram Hjalmar Branting, embora muitos jovens socialistas vissem já Höglund como o seu verdadeiro líder.
Em 1914, quando a Primeira Guerra Mundial eclodiu, Zeth Höglund e Ture Nerman representaram conjuntamente os membros suecos e noruegueses na Conferência de Zimmerwald, o movimento internacional socialista antibélico que reunia na pequena vila da Suíça chamada Zimmerwald. Aí o jovem socialista sueco encontrou-se com Lenine, Grigori Zinoviev, Karl Radek e Leon Trotsky: Zeth Höglund e Ture Nerman sentiram-se aí muito próximos dos Bolcheviques russos. Também participaram na conferência nomes como Jean Jaurès (morreria nesse ano), Jules Guesde, Gustave Hervé, Emile Vandervelde, Friedrich Ebert, Karl Liebknecht, Rosa Luxemburgo, Léon Jouhaux, Alphonse Merrheim (hostil à guerra) e Pierre Monatte (também hostil à  guerra).
Regressado a Berna, após a conferência em Zimmerwald, Zeth Höglund bebeu uma cerveja com Lenine num pub local. Lenine perguntou a Höglund se a Organização da Juventude Socialista Sueca poderia doar algumas verbas aos Bolcheviques, que muito eram necessárias. Höglund entregou a Lenine algum dinheiro, e, embora não fosse muito, Lenine ficou extremamente satisfeito e agradecido. Compreendeu mais tarde que que talvez essa exaltação fosse mais sobre confiança política do que sobre o dinheiro propriamente dito.
Embora a Suécia não tenha participado na guerra, a propaganda antibélica de Höglund's foi de novo suficiente para o enviar para a cadeia por "traição ao Reino". Enquanto Höglund estava preso na prisão de Långholmen em Estocolmo, a sua mulher deu à luz sua segunda filha.
Höglund era um radical, socialista revolucionário e o líder principal da oposição de esquerda no Partido Social Democrata, gonra as reformas políticas do líder do partido, Hjalmar Branting. Em 1917, Zeth Höglund e outros membros da ala esquerda foram expulsos do partido mas reagruparam-se sob o nome de "Partido Social Democrata de Esquerda Sueco", conhecido hoje como Partido da Esquerda (Vänsterpartiet), que apoiava os Bolcheviques na Rússia e trabalhava com o objectivo de conseguir uma revolução comunista na Suécia. Este novo partido tornar-se-ia em breve o (original) Partido Comunista da Suécia (SKP).
Em 1916 os socialistas de esquerda lançaram o seu próprio jornal, o Politiken, no qual escreviam e publicavam muitos textos de Lenine, Grigori Zinoviev, Nikolai Bukharin e Karl Radek. Tanto Karl Radek como Nikolai Bukharin, que passaram longas épocas na neutral Suécia durante a Primeira Guerra Mundial, exerciam grande influência no desenvolvimento da esquerda socialista da Suécia.
Nesse ano reúne-se, em 31 de Julho, na Haia, a Conferência dos Socialistas dos Países Neutrais organizada por Camille   Huysmans (1871-1968). Estiveram presentes oito delegados dos Países Baixos, K. Branting da Suécia, e Th. Stauning da Dinamarca, um delegado da Argentina e um dos Estados Unidos da América. A conferência reuniu membros das alas direitas socialistas e adoptou uma resolução em favor da liberdade de comércio como condição para a "paz estável e solidariedade internacional".
Em Abril de 1917, Lenine e outros comunistas passaram em Estocolmo quando saíram do exílio na Suíça no seu regresso à Rússia após a Revolução de Fevereiro. Lenine, que foi recebido na Suécia por Otto Grimlund, Ture Nerman, Fredrik Ström e Carl Lindhagen, queria ir visitar Höglund à cadeia. Fizeram-se alguns preparativos, mas devido a outras reuniões e à pressa dos Bolcheviques para regressar à Rússia, a visita de Lenine à cadeia de Långholmen teve de ser cancelada. Porém, o líder Bolchevique enviou um telegrama a Höglund desejando-lhe força e esperança de que o veria em breve, telegrama esse assinado por Lenine e Ström.
Zeth Höglund, prisioneiro número 172, foi libertado da Långholmen em 6 de Maio de 1917 depois de mais de treze meses preso. Cumprimentado pelos seus partidários, família e umas centenas de trabalhadores que se reuniram no exterior da cadeia, foi no mesmo dia em que foi solto fazer um discurso num parque de Estocolmo, que atraiu milhares de pessoas que o queriam ouvir falar de paz, socialismo e revolução.
Da Rússia chegou um telegrama: "No dia da sua libertação da cadeia, o Comité Central da R.S.D.L.P. saúda na sua pessoa um lutador incansável contra a guerra imperialista e um apoiante dedicado da Terceira Internacional", assinado por Lenine e Zinoviev.

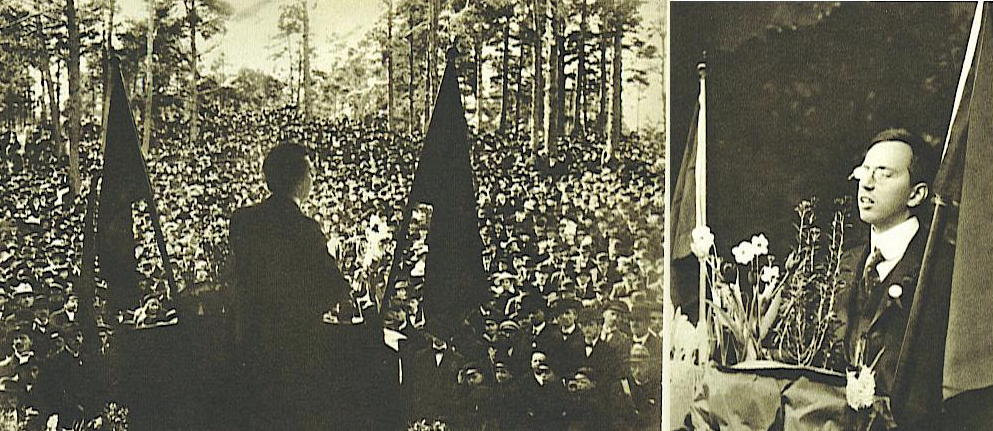
Zeth Höglund num discurso a trabalhadores de Estocolmo ocorrido no mesmo dia em que foi solto da prisão, em 1917.

### Nascimento do movimento comunista sueco
Em Dezembro de 1917, Zeth Höglund e Karl Kilbom viajaram para a cidade de Petrogrado (hoje São Petersburgo) para visitar os Bolcheviques e mostrarem o seu apoio à revolução em curso. No dia da sua chegada, Höglund foi convidado a ver Lenine no Instituto Smolny. Nessa altura o Instituto Smolny era o edifício sede dos bolcheviques russos e foi a residência de Lenine durante alguns meses, antes de o governo se mudar para o Kremlin, em Moscovo. Lenine estava com uma excelente disposição, muito animado. Os comunistas suecos foram um dos primeiros grupos internacionais a visitar a Rússia Soviética e, na altura da passagem de ano, a delegação sueca passou a incluir as presenças de Otto Grimlund e de Carl Lindhagen.
Höglund e Lindhagen foram ambos convidados a discursar para uma audiência de 10 000 pessoas em Petrogrado. A Bolchevique Alexandra Kollontay (1872-1952), que tinha passado muito tempo na Escandinávia e se tinha tornado amiga próxima dos socialistas de esquerda suecos, traduziu os discursos de Lindhagen e Höglund da língua sueca para a língua russa.
Höglund ficou até à Primavera de 1918 na Rússia Soviética. Viajou por grande parte do país e trabalhou de perto com os líderes Bolcheviques. Foi-lhe mesmo oferecido ser um membro honorário do corpo do Exército Vermelho, mas declinou essa honraria (a honra foi então oferecida ao político comunista e jornalista norueguês Olav Scheflo, membro do Partido Trabalhista Norueguês.) Höglund escreveu longos textos para o Politiken e conseguiu manter uma grande influência sobre o movimento comunista na Suécia a partir do estrangeiro.
No caminho de regresso à Suécia, Höglund também visitou os Vermelhos na Finlândia, que nessa altura estavam empenhados na luta da guerra civil finlandesa, que em breve iria terminar com a vitória dos Brancos.

### Participação no Comintern

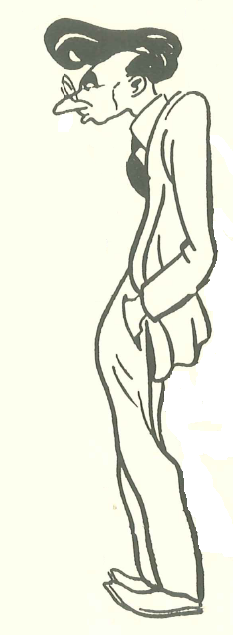
Caricatura de 1926 de Zeth Höglund em Folkets Dagblad Politiken.

Em Março de 1919, a fundação da Internacional Comunista (Comintern) foi feita na Rússia, com Otto Grimlund como representante da esquerda socialista sueca. Höglund trabalhou duramente para convencer os seus camaradas quanto à adesão do seu partido ao Comintern.
Em 2 de Dezembro de 1919, o Comintern transferia 4000 libras esterlinas, 4000 dólares, 52000 coroas suecas e 25000 marcos alemães para o bureau sueco.
Durante o segundo congresso do Comintern, que teve lugar também na Rússia, mas no Verão de 1920, Grigori Zinoviev disse: “Infelizmente o Camarada Höglund e outros que alinharam connosco na fundação da Internacional Comunista não estão aqui presentes.” Em vez dele, quem representou os comunistas da Suécia foi Kata Dalström.
Mas, no Verão de 1921, Höglund, em conjunto com Fredrik Ström e Hinke Bergegren, iria representar a Suécia no terceiro congresso do Comintern reunido na capital, Moscovo, e Höglund trabalhou duramente mais uma vez para que o seu partido aceitasse as chamadas Vinte e Uma Condições para a pertença à Internacional Comunista, incluindo a mudança de nome dePartido Social Democrata de Esquerda Sueco para Partido Comunista Sueco. Alguns dos membros do partido que não concordaram com as 21 teses deixaram o partido, enquanto outros, incluindo Carl Lindhagen, foram expulsos.
Höglund foi eleito para o Comité Executivo do Comintern em 1922. Porém, em 1924, houve desentendimentos em relação ao desenvolvimento das políticas do Comintern, e, manifestando-se contra o que dizia ser demasiado controlo directo a partir de Moscovo, Höglund separou-se do Partido Comunista Sueco e fundou o seu próprio Partido Comunista da Suécia. Em 1926 voltou a aderir ao Partido Social Democrata Sueco, onde passou a fazer parte da esquerda radical.
Höglund teria assim aclamado Lenine e a Revolução de Outubro, mas viria a condenar o estalinismo e os acontecimentos persecutórios na União Soviética (isto seria um claro exemplo de sua liderança independente. Também viria a condenar a assinatura do Pacto Molotov-Ribbentrop.

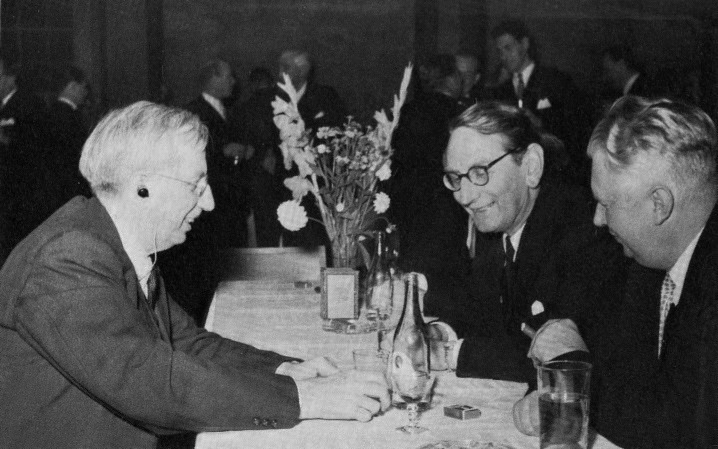
Uma pausa nos debates: Zeth Höglund, Yngve Larsson e Carl Albert Andersson, provavelmente no final da década de 1940.

Zeth Höglund ainda se considerava a si mesmo como um comunista e, até ao dia da sua morte, sempre defendeu as ideias originais de Lenine e de Leon Trotsky. Por isso ele nunca conseguiu receber após o seu regresso nenhuma posição de liderança no Partido Social Democrata Sueco, a nível nacional. Na cidade de Estocolmo, foi, no entanto, Presidente da Câmara (finansborgarråd) entre 1940 e 1950.
Zeth Höglund foi homenageado com uma rua com o seu nome na cidade de Leninegrado (durante o estalinismo, a rua teve outro nome). Está sepultado no Cemitério de Forest, em Estocolmo, sem qualquer lápide conforme foi seu pedido expresso.

### Obras
Zeth Höglund foi o autor de uma biografia em dois volumes sobre Hjalmar Branting.
A sua autobiografia tem o título Minnen i fackelsken (Memórias à Luz das Velas) e tem três volumes: Parte I: Dias de Glória, 1900-1911, Parte II: De Branting a Lenine, 1912 - 1916, e Parte III, Os Anos Revolucionários, 1917 – 1921.
De acordo com o historiador russo-sueco Aleksander Kan, Zeth Höglund era um homem muito modesto quando descreve o seu papel na fundação e na história do início do movimento comunista sueco.
A filha de Zeth Höglund, Gunhild Höglund escreveu o quarto volume da série com o título Memórias à Luz das Velas, chamado Moscovo, antes e agora, publicado em 1960.